# 3261 Tvardovskij
3261 Tvardovskij este un asteroid din centura principală, descoperit pe 22 septembrie 1979 de Nikolai Cernîh.